# Florida (comté d'Orange, New York)
Pour les articles homonymes, voir Florida.
Florida est un village du comté d'Orange, dans l'État de New York, aux États-Unis,. En 2010, il comptait une population de 2 833 habitants.

## Démographie
Lors du recensement de 2010, le village comptait une population de 2 833 habitants, tandis qu'elle est estimée en 2020 à 3 049 habitants.